# 全氟己烷磺酸
全氟己烷磺酸（英語：Perfluorohexanesulfonic acid，缩写PFHxS，共軛酸鹼對为全氟己烷磺酸根）是一种人造的含氟表面活性剂和持久性有機污染物。